# رکن‌الدین خان (آلبوم)
 رکن‌الدین خان نام یک آلبوم موسیقی اثر  ارشد طهماسبی، هنرمند ایرانی است که در سبک  سنتی تهیه شده و دارای ۱۷ آهنگ است. 

## فهرست آهنگ‌ها
| ردیف | آهنگ                    |
| ۱    | پیش‌درآمد افشاری         |
| ۲    | پیش‌درآمد چهارگاه        |
| ۳    | پیش‌درآمد همایون         |
| ۴    | پیش‌درآمد ماهور          |
| ۵    | پیش‌درآمد بیات اصفهان    |
| ۶    | پیش‌درآمد بیات ترک       |
| ۷    | پیش‌درآمد دشتی           |
| ۸    | پیش‌درآمد شور            |
| ۹    | رنگ بیات ترک            |
| ۱۰   | رنگ چهارگاه             |
| ۱۱   | رنگ همایون              |
| ۱۲   | رنگ سه‌گاه               |
| ۱۳   | رنگ شور                 |
| ۱۴   | تصنیف بیات ترک صبحگاهان |
| ۱۵   | تصنیف بیات ترک          |
| ۱۶   | چهارگاه                 |
| ۱۷   | ضربی مخالف سه‌گاه        |